# SN 2001ek
SN 2001ek – supernowa typu II-P odkryta 20 czerwca 2001 roku w galaktyce A023017+0103. Jej maksymalna jasność wynosiła 26,00m.